# Александър Георгиев (треньор по футбол)
Александър Сергеев Георгиев е български треньор по футбол.

## Биография
Александър Георгиев е роден на 10 ноември 1981 г. Завършва висшето си образование в Националната спортна академия „Васил Левски“, с допълнителни квалификационни курсове на УЕФА в Коверчано (Италия), Мадрид (Испания), Австрия и Нион (Швейцария). Притежава лиценз UEFA PRO.
Започва треньорската си кариера в Детско-юношеската школа на Септември (София) през 2006 г. От 2007 до 2013 г. работи в школата на ПФК Левски (София) като старши треньор. От 2013 до 2016 г. е старши треньор последователно на юношеските национални отбори до 15, до 16, до 17 и до 19 години. От 2016 до 2017 г. е старши треньор на представителния отбор на Спартак (Плевен). В Китай работи в екипа на Ясен Петров, като от 2017 до 2018 г. е помощник-треньор във ФК Хънан в китайската Супер лига, а от 2018 до 2019 г. е помощник-треньор във ФК „Шъдзяджуан“ в китайската Първа лига.
От 2021 е помощник-треньор на Национален отбор по футбол на България.